# Stazione di Coira Wiesental
La stazione di Coira Wiesental (in tedesco Chur Wiesental) è una fermata ferroviaria a servizio del quartiere omonimo della città di Coira e posta lungo la tratta Landquart-Coira della ferrovia Retica.

## Storia
La fermata venne aperta all'esercizio in occasione del cambiamento d'orario del 9 dicembre 2007.

## Strutture e impianti
La fermata è dotata di un unico binario.

## Movimento
La fermata è servita con cadenza oraria rispettivamente dai treni della linea S1 della rete celere di Coira e dai treni RegioExpress della linea Scuol-Tarasp-Disentis/Mustér e viceversa della ferrovia Retica.

## Servizi
- Biglietteria automatica

## Interscambi
Presso la fermata è assicurato l'interscambio con gli autobus della linea 1 dell'autoservizio urbano di Coira.
- Fermata autobus